# Barsø
Barsø est une île du Danemark. Elle est située dans le Petit Belt, sur la côte orientale du Jutland. Administrativement, elle relève de la commune d'Åbenrå.